# El Maco
El Maco de Bolívar, también llamado Caserío Bolívar o simplemente El Maco es una localidad de la isla de Margarita, Venezuela, que pertenece al Municipio Gómez del Estado Nueva Esparta. 
Su gentilicio es maquero. 

## Ubicación
Ubicado en un valle de clima fresco, el Maco fue fundado en 1817, año cuando se funda el Caserío Bolívar. El nombre del pueblo se debe a un árbol de la zona, llamado maco (Melicoccus bijugatus), según la leyenda Simón Bolívar y su tropa descansaron en aquellos árboles.
En el Maco se establecieron españoles procedente de Castilla La Vieja, los cuales inculcaron la tradición de zapateros. Unos de los zapateros destacados fue Ismael González. En el poblado se localiza con un ambulatorio, cementerio, la escuela "Apolinar Figueroa Coronado", además de negocios comerciales.

## Antecedentes
En el mapa que, el Ingeniero militar Don Juan Betin, levantó de la Isla de Margarita, por instrucciones del Concejo de Guerra de las Indias el cual fue enviado al Gobierno español en 1660, se observa que en el valle correspondiente a la ubicación del El Maco Abajo, aparecen unas pequeñas casas y unos corrales correspondientes a un hato de ganado vacuno y cabrío. Este hato se prolonga hasta donde hoy se encuentra ubicada Vicuña. Posiblemente sea el mismo hato que poseía Don Pablo Vicuña en esa misma región.
En los diferentes hatos que Betin ubica en su mapa se hace referencia a excavaciones denominadas jagueyes (pozo o zanja llena de agua, ya artificialmente, ya por filtraciones naturales del terreno) que servían para almacenar las aguas de lluvia, y cuya existencia se calcula entre seis a siete meses. Señala Betin que encontró en Margarita tres trincheras, y una de ellas está ubicada entre los dos cerros que forman el portachuelo, esto es, entre el cerro de Puya y el de Marcos Brito.
Es posible que este hato ubicado en el valle del El Maco haya dado origen al pueblo, pero puede también haber sucedido que antes de dicho hato ya existiera un asentamiento indígena, como sucedió en Margarita y otras regiones del país.

## Poblados cercanos
- Vicuña

- Santa Ana
- El Cercado

## Sitios de interés
- Iglesia San Lorenzo de El Maco

- Centro Cultural Bolívar
- Plaza Andres Eloy Blanco de El Maco
- Placa comenmorativa de la Batalla de Portachuelo